# Таганчанське лісництво
Таганча́нське лісництво — структурний підрозділ Корсунь-Шевченківського лісового господарства Черкаського обласного управління лісового та мисливського господарства.
Офіс знаходиться у c. Таганча, Канівський район, Черкаська область.

## Лісовий фонд
Лісництво охоплює ліси Канівського району.

## Об'єкти природно-заповідного фонду
У віданні лісництва перебувають об'єкти природно-заповідного фонду:
- ботанічні пам'ятки природи місцевого значення Дуб-красень, Насадження горіха манчжурського,
- заповідні урочища місцевого значення Південно-східне Таганчанське, Південне Таганчанське.